# Rook (roman)

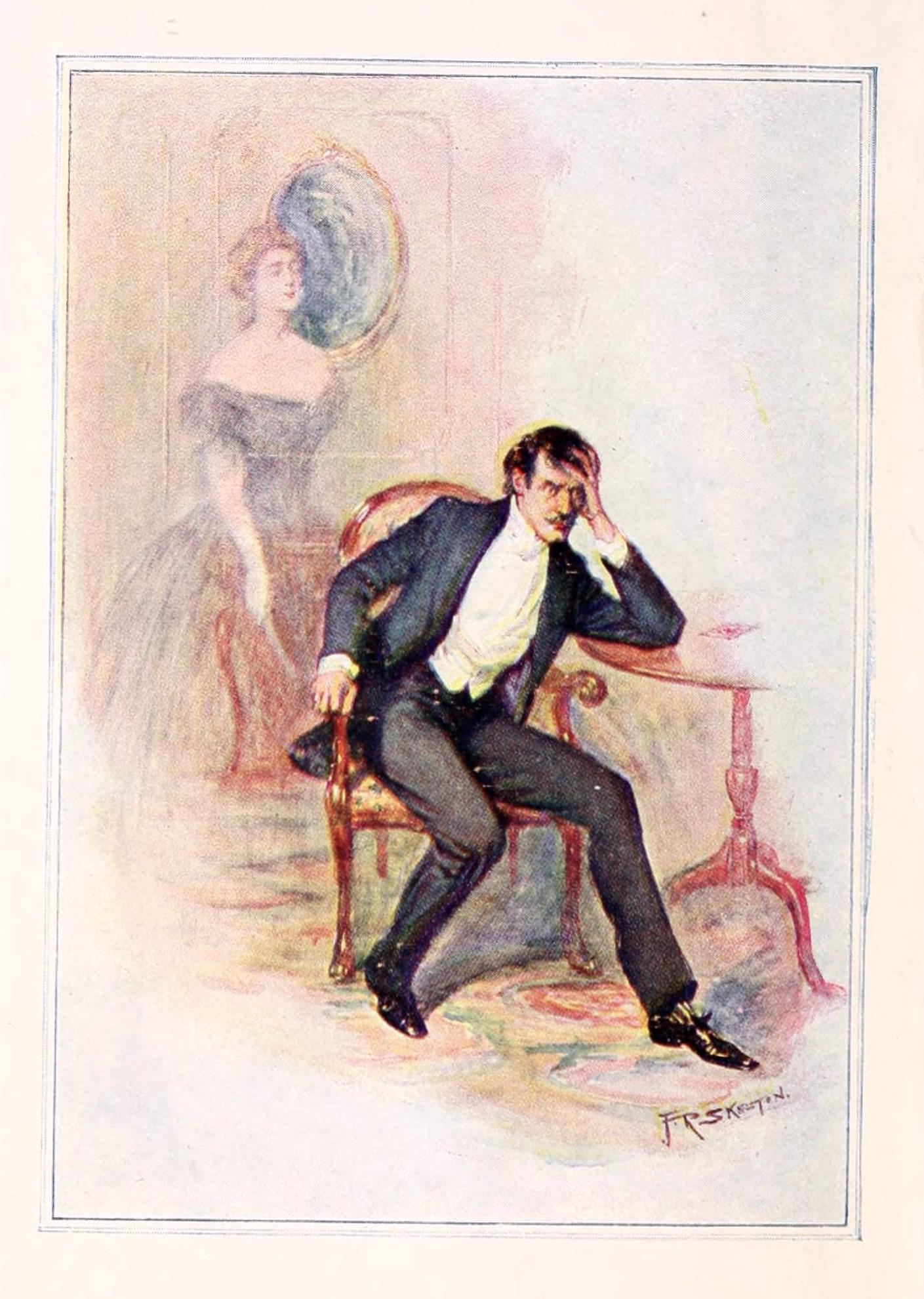
Litwinov vertwijfeld, 19e-eeuwse illustratie bij Rook

Rook (Russisch: Дым, Dym) is een roman van Ivan Toergenjev uit 1867, voor het eerst gepubliceerd in de Russische Bode (Russkiy vestnik), een van de eerste Russische literaire tijdschriften. De roman is enerzijds een geschiedenis van een uiteindelijk onmogelijke liefde, zoals Toergenjev die vaker schreef, en anderzijds een satirische beschrijving van de Russische gemeenschap in het buitenland in de jaren 1860.
De laatste Nederlandse vertaling van Rook is van de hand van Froukje Slofstra en verscheen in 2020 in de Russische Bibliotheek van Uitgeverij Van Oorschot.

## Intrige
De structuur van Rook wordt, als zo vaak bij Toergenjev, gevormd door een verhaal over een uiteindelijk onmogelijke liefde. Veel passages zijn gebaseerd op Toergenjevs eigen ervaring met gehuwde zangeres Pauline Viardot. Beiden deelden vrijwel hun hele leven een intense verliefdheid, maar uiteindelijk zou Viardot haar man nooit voor Toergenjev verlaten.
Bij het begin van de roman is de dertigjarige Russische landeigenaar Grigori Litwinov na gedane landbouwstudies in het Westen op weg terug naar zijn vaderland. Hij arriveert voor een tussenstop in Baden-Baden, waar hij afgesproken heeft zijn verloofde Tatjana te ontmoeten. In afwachting van haar beweegt hij zich te midden van de Russische gemeenschap in het kuuroord. Hij bezoekt soirees en salons, waar druk gediscussieerd wordt over actualiteiten en met name ook over de controverse tussen de slavofielen en de 'Westersen', die in de jaren 1860 erg actueel was. Op een gegeven moment treft hij een groep Russische militairen tijdens een picknick en herkent onder de aanwezigen zijn vroegere verloofde Irina, nu de vrouw van een generaal, Ratmirov. Deze verloving kwam tien jaar eerder tot een einde omdat de uitzonderlijk mooie Irina door haar omgeving beschikt werd voor een leven in de hogere kringen.
Tussen Litwinov en Irina ontspint zich een psychologisch knap uitgewerkt spel van aantrekken en afweren. Irina verklaart Litwinov al snel weer haar liefde en spreekt haar walging uit over het gekunstelde leven dat ze nu leidt. Ze vraagt Litwinonov met haar "naar het einde van die wereld"  te gaan. Litwinov realiseert zich dat ook hij opnieuw verliefd is geworden en worstelt met het gevoel dat hij verraad pleegt tegenover zijn verloofde. Waarschuwingen van een oudere Rus Potoegin om Irina uit de weg te gaan, slaat hij uiteindelijk in de wind, hoe reëel Potoegins woorden in zijn oren ook klinken (de geschiedenis van Potoegin en Irina vormt een verhaal-in-een-verhaal: Potoegin huwde op verzoek van Irina en vanuit zijn verliefdheid voor haar zelfs met een vriendin van Irina, die zwanger was geraakt, om haar eer te redden; nu reist hij Irina overal achterna met de dochter van haar vriendin, die in het kraambed de dood vond).
Als Litwinovs verloofde Tatjana met haar chaperonne Kapitolina in Baden-baden arriveert, biecht hij haar op dat hij verliefd is op een ander, waarna de lieflijke en aangeslagen Tatjana de verloving verbreekt en direct weer vertrekt. Litwinov wendt zich vervolgens tot Irina, schrijft haar een brief waarin hij haar vraagt met hem te vertrekken, maar uiteindelijk durft Irina niet op zijn voorstel in te gaan. Ze hecht intussen te veel aan het luxeleven in de bovenklasse en heeft het lef niet om voor een leven vol onzekerheid te kiezen. Zwaar teleurgesteld en als een gebroken man verlaat Litwinov Baden-Baden en reist alleen terug naar zijn landgoed. Hij heeft het gevoel zijn geluk met Tatjana te hebben vergooid, meer nog dan verdrietig te zijn over de reactie van Irina.

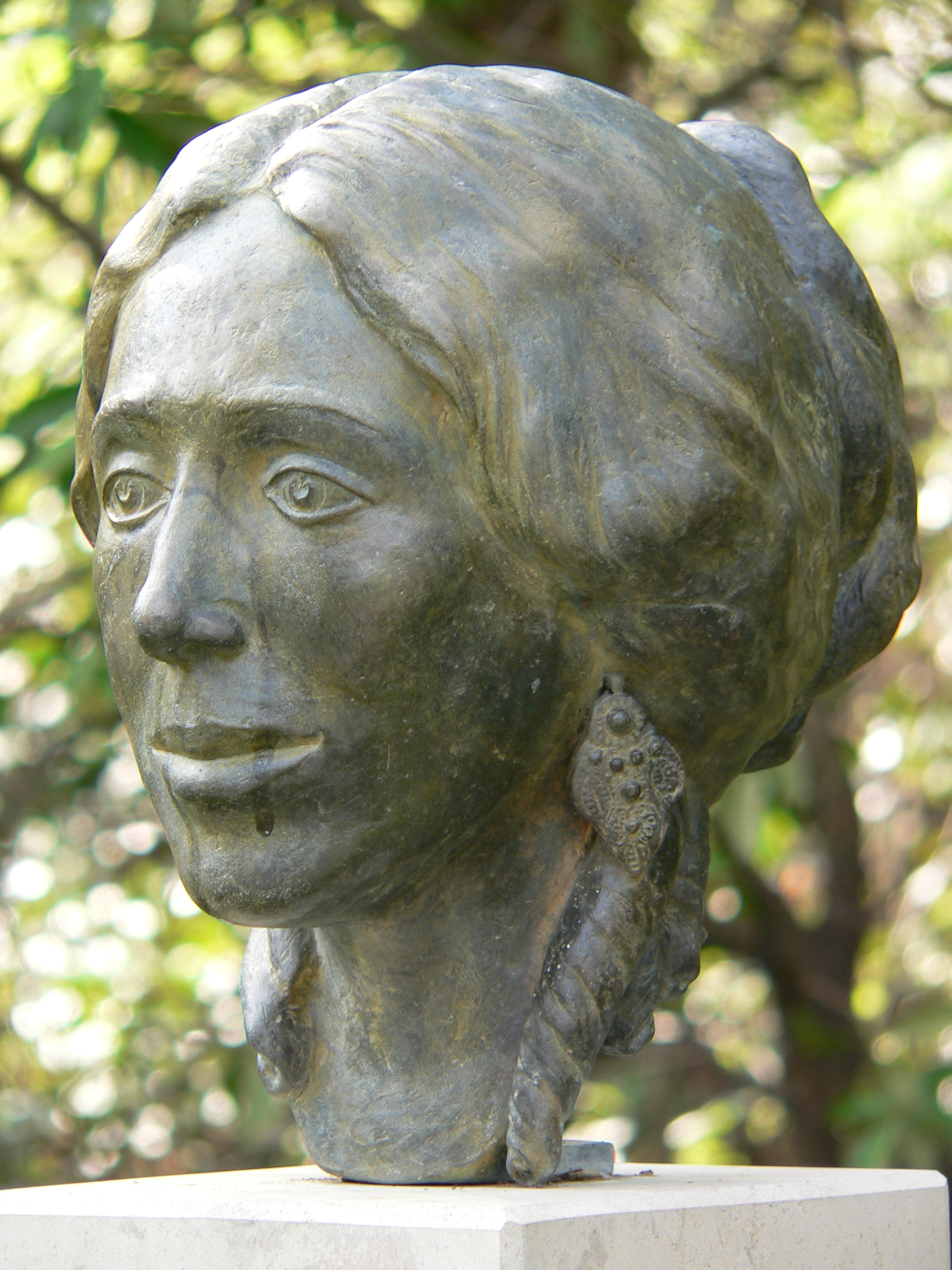
Pauline Viardot, Toergenjevs grote liefde, buste Baden-Baden

De roman sluit als gebruikelijk bij Toergenjev af met een latere terugblik, bij wijze van epiloog. Litwinov bezoekt jaren later Tatjana weer als hij ervaart dat ze redelijk dicht bij hem in de buurt blijkt te wonen. Zodra hij haar terug ziet valt hij voor haar op de knieën, waarna Toergenjev de verhaallijn afbreekt, de verdere invulling aan de lezer overlatend. Irina woont met haar man, wiens ster steeds verder stijgt, in Sint-Petersburg en wordt door haar omgeving beschreven als iemand met een ironisch intellect, cynisch soms, maar ondanks haar toenemende leeftijd nog altijd met een onweerstaanbare aantrekkingskracht op jongere mannen.

## Satire
Behalve een liefdesverhaal is Rook vooral ook een satirische roman, met name in Toergenjevs weergave van de Russische gemeenschap in het buitenland. Doorheen de roman beschrijft hij tal van figuren met uiteenlopende overtuigingen en karakters en maakt ze uiteindelijk allemaal klein en krachteloos, conservatieven zowel als zogenaamde vernieuwers. De meeste van zijn romanfiguren beschreef hij vanuit eigen ervaring: Toergenjev verbleef zelf jarenlang in de Baden-Baden, om in de nabijheid te kunnen zijn van Pauline Viardot. Hij neemt zijn personages zonder uitzondering en zonder persoonlijke stellingname op de hak, hoewel hij zelf nadrukkelijk bekendstond als westerling (iemand die de invloed van het Westen op Rusland toejuichte, tegenover de slavofielen die de eigen kracht van Rusland benadrukten). Een opvallende karaktertekening maakt hij bijvoorbeeld van Alexander Herzen in de figuur van Goerbajov, waar Litwinov een salon bezoekt. Goerbajov voegt zelf inhoudelijk nauwelijks iets toe aan de discussies, maar zijn terloopse, onbeduidende woorden maken steeds ongewoon veel indruk op een aantal jongeren, die alles wat hij zeg opblazen. De karikaturale weergave van al deze personen kwam Toergenjev na het verschijnen van de roman op veel kritiek te staan, zowel uit de hoek der slavofielen als die der westerlingen. Ook Herzen zelf schreef een negatieve recensie in zijn tijdschrift De Bel.
De discussies in Rook over zaken die toen actueel waren geven de roman een zekere gedateerdheid, met name voor lezers die niet goed thuis zijn in de Russische geschiedenis uit die periode. Desalniettemin vormt het werk een uniek tijdsdocument en heeft de kracht van Toergenjevs liefdesverhaal tot in de huidige tijd weten te overleven. De roman wordt ook in de eenentwintigste eeuw nog altijd internationaal herdrukt, als een der weinigen in het genre van de 'sociale roman', zoals dat toentertijd genoemd werd en zoals dat lange tijd uitermate populair was bij het publiek.

## Citaat
Litwinov verlaat Baden-Baden per trein, na zijn jammerlijke liefdesperikelen:
Hij begon uit het raam te kijken. Het was een grijze en vochtige dag; het regende niet, maar de mist bleef nog hangen en de lage wolken bedekten de hemel. De trein reed tegen de wind in; witte wolken stoom, nu eens alleen, dan weer vermengd met andere, donkerder wolken rook, vlogen in een eindeloze rij langs Litwinovs raam. Hij begon naar die stoom, naar de rook te kijken. Onophoudelijk opwervelend, stijgend en dalend, kronkelend en hangen blijvend aan gras en struiken, grimassen makend, zich uitrekkend en wegsmeltend, vloog wolk na wolk voorbij... ze veranderden onophoudelijk en bleven dezelfde... een eentonig, haastig, vervelend spel! Soms veranderde de wind of boog de spoorweg af - dan opeens verdween de hele massa en werd meteen door de andere raam zichtbaar; dan werd de enorme staart weer naar de andere kant geworpen en benam Litwinov het zicht op de brede Rijnvlakte. Hij keek en keek... en een brede gedachtegang overviel hem. "Rook, rook" zei hij een paar keer; en alles leek hem opeens rook, zijn eigen leven; het Russische leven - al het menselijke. Alles lijkt rook en damp, dacht hij, alles schijnt onophoudelijk te veranderen, overal nieuwe beelden, het ene verschijnsel na het andere, en in wezen is alles hetzelfde; alles heeft haast, moet nodig ergens heen - en alles verdwijnt spoorloos, zonder iets te hebben bereikt. Er waait een andere wind en alles vliegt de andere kant op, en daar zie je dan weer hetzelfde onophoudelijke, opgewonden en omwondige spel.